# To już jest koniec (film Edgara Wrighta)
To już jest koniec (ang. The World's End) – brytyjsko-amerykański komediowy film science fiction z 2013 roku w reżyserii Edgara Wrighta, napisany przez Wrighta i Simona Pegga, z udziałem Pegga, Nicka Frosta, Paddy’ego Considine, Martina Freemana, Eddiego Marsana i Rosamund Pike. Film podąża za grupą przyjaciół, którzy odkrywają inwazję kosmitów podczas maratonu po pubach znajdujących się w ich rodzinnym mieście.
Wright opisał film jako „społeczne science fiction” w tradycji Johna Wyndhama i Johna Christophera. Jest to trzeci i ostatni film z trylogii Cornetto, po Wysypie żywych trupów (2004) i Hot Fuzz (2007). Film został wyprodukowany przez Relativity Media, StudioCanal, Big Talk Productions i Working Title Films. Zarobił 46,1 miliona dolarów przy budżecie 20 milionów dolarów.

## Wątek
Alkoholik Gary King przekonuje swoich dawno porzuconych szkolnych kolegów, Petera, Olivera, Stevena i Andy’ego, aby ukończyli „Złotą Milę”, jednonocny pub-crawl obejmujący 12 pubów w ich rodzinnym mieście Newton Haven. Grupa próbowała dokonać tego jako nastolatki, ale nie udało im się dotrzeć do ostatnich trzech pubów, w tym do Końca Świata. Już w czwartym pubie Gary i koledzy odkrywają, że mieszkańcy zostali zastąpieni przez androidy, ale postanawiają kontynuować maraton, żeby uniknąć podejrzeń.

## Obsada
- Simon Pegg jako Gary King
  - Thomas Law jako młody Gary
- Nick Frost jako Andy Knightley
  - Zachary Bailess jako młody Andy
- Paddy Considine jako Steven Prince
  - Jasper Levine jako młody Steven
- Martin Freeman jako Oliver „O-Man” Chamberlain
  - Luke Bromley jako młody Oliver
- Eddie Marsan jako Peter Page
  - James Tarpey jako młody Peter
- Rosamund Pike jako Sam Chamberlain
  - Flora Slorach jako młody Sam
- Pierce Brosnan jako Guy Shepherd
- Bill Nighy (voice) jako The Network
- David Bradley jako „Mad” Basil
- Darren Boyd jako Shane Hawkins
  - Richard Hadfield jako młody Shane
- Michael Smiley jako Trevor „The Reverend” Green
- Reece Shearsmith jako kolaborator #1
- Nicholas Burns jako kolaborator #2
- Steve Oram jako policjant na motocyklu
- Sophie Evans jako Becky Salt
- Samantha White jako Erika Leekes
- Rose Reynolds jako Tracy Benson
- Kelly Franklin jako Kelly
  - Francesca Reidie jako młoda Kelly
- Stacey Franklin jako Stacey
  - Charlotte Reidie jako młoda Stacey
- Alex Austin jako blady młody mężczyzna
- Jonathan Aris jako lider grupy
- Jenny Bede jako Fitness Instructor
- Angie Wallis jako Peter’s Wife
- Paul Bentall jako Peter’s Dad
- Richard Graham jako Head Builder
- Alice Lowe jakomłoda kobieta
- Rafe Spall jako młody mężczyzna
- Leo Thompson jako Felicity
- Julia Deakin jako właścicielka B&B
- Greg Townley jako Greg
- Sebastian Zaniesienko jako Seb
- Luke Scott jako Luke
- Tyler Dobbs jako Tyler
- Samuel Mak jako Sam
- Teddy Kempner jako Publican #1
- Mark Kempner jako Publican #2
- Nick Holder jako Publican #3
- Paul Kennington jako Publican #4
- Mike Sarne jako Publican #5
- Mark Heap jako Publican #6
- Ken Bones jako Publican #7
- James Granstrom jako Adrian Keane
- Gabe Cronnelly jako Upstairs Beehive Man
- Patricia Franklin jako Upstairs Beehive Lady
- Mark Donovan jako Big Ugly Bastard #1
- Ricky Champ jako Big Ugly Bastard #2
- Garth Jennings (uncredited) jako Man in Pub #5[3]
- Peter Serafinowicz (uncredited) jako Knock-a-Door Run Home Owner

## Rozwój
To już jest koniec zaczęło się od scenariusza zatytułowanego „Crawl” o grupie nastolatków na pub-crawlu; został on napisany przez Edgara Wrighta w wieku 21 lat. Zdał sobie sprawę, że ten pomysł może zadziałać z dorosłymi postaciami i uchwycić „słodko-gorzkie uczucie powrotu do swojego rodzinnego miasta i poczucia się jak obcy”. Wright powiedział, że chce stworzyć satyrę „na dziwny jednorodny branding, który staje się jak wirus”, wyjaśniając: „To nie tylko puby, tak samo jest z kawiarniami i restauracjami. Jeśli mieszkasz w małym miasteczku i przeprowadzasz się do Londynu, co zrobiłem, gdy miałem 20 lat, to kiedy wrócisz do innych małych miasteczek w Anglii, powiesz „o mój Boże, to wszystko jest takie samo”. To jak Bodysnatchers : dosłownie nasze miasta zmieniają się na śmierć. „
W wywiadzie dla Entertainment Weekly, Pegg powiedział Clark Collis: „Ludzie myślą, że najpierw wybieramy gatunek za każdym razem i nie jest to prawdą. Najpierw znajdujemy historie. Poczucie alienacji z twojego miasta rodzinnego doprowadzone do dosłownej konkluzji było tym, jak dotarliśmy do science fiction. „
Po ukończeniu fabuły Wright i Pegg sprawdzili listę prawdziwych nazw pubów i „starali się zrobić z nich karty tarota”, aby zapowiedzieć wydarzenia z historii. Wright wyjaśnił: „Więc powiedzieliśmy:” OK, ten to Słynny Kogut, bo to tutaj Gary próbuje nadąć swoją ważność”... Przejrzeliśmy i opracowaliśmy do czego ma się odnosić każdy znak pubu. „

## Produkcja

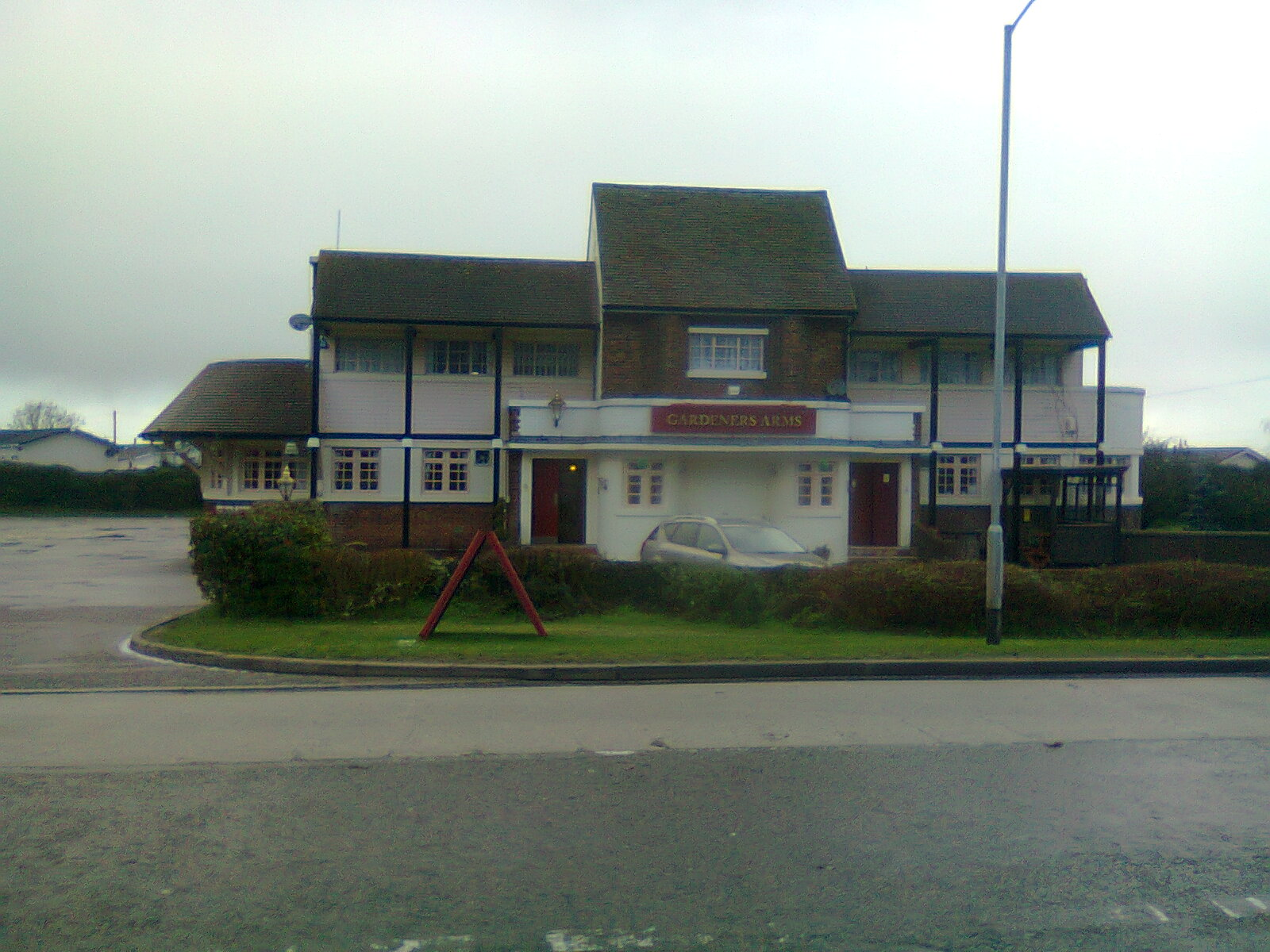
Pub Gardeners Arms na granicy Letchworth został wykorzystany jako miejsce strzelania do ostatniego pubu, World’s End

Główna fotografia „To już jest koniec” rozpoczęła się 28 września 2012 r. Zdjęcia miały miejsce w Hertfordshire, w Elstree Studios, Letchworth Garden City i Welwyn Garden City. Część filmu nakręcono także na stacji kolejowej High Wycombe w Buckinghamshire.
Wszystkie dwanaście pubów w filmie używa identycznego oznakowania na menu i ścianach, odzwierciedlając to, co Wright nazywał „tą fałszywą odręcznie pisaną kredą” wspólną dla współczesnych brytyjskich pubów. Zewnątrz prawdziwych pubów kręcono w Welwyn Garden City i Letchworth Garden City ze zmienionym oznakowaniem. Stacja kolejowa Letchworth Garden City otrzymała redekorację jako „Hole in the Wall”. Akrobacje były koordynowane przez Brada Allena z zespołu filmowego Jackie Chana. Wright powiedział: „W Pijanym Mistrzu, Jackie Chan musi się upić, aby walczyć, ale jest to bardziej „holenderska odwaga”. Wiesz, kiedy jesteś trochę pijany i myślisz „ah, mogę wspiąć się na to rusztowanie!” Lub po prostu, że jesteś odporny na ból. Jedną z rzeczy, o których rozmawialiśmy, jest idea, że [postacie] stają się lepszymi wojownikami, im bardziej są pijane„.
Kino Broadway w Letchworth, odnowione kino niezależne, zbudowane w stylu lat 30. w stylu Art Deco, zostało wykorzystane do zagrania pubu Mermaid. To kino było również pierwszym poza Londynem, które zagrało w filmie, ze specjalnym wprowadzeniem Pegga, dziękującego mieszkańcom Letchworth za pomoc podczas tworzenia; ponad 800 widzów obejrzało film w kinie podczas premiery.

## Ścieżka dźwiękowa
Film wykorzystuje co Kyle Smith z New York Post nazywa «genialnym Madchesterskim soundtrackiem» - rocku alternatywnego i popu z czasu młodości bohaterów.
Ścieżka dźwiękowa do filmu została wydana w dniu 5 sierpnia 2013 r. W Wielkiej Brytanii i 20 sierpnia 2013 r. W Stanach Zjednoczonych, a partytura filmu, skomponowana przez Stevena Price’a, ukazała się tego samego dnia.
Jedyne piosenki z filmu, które nie znalazły się na ścieżce dźwiękowej, to „ The Only One I Know „, „Summer’s Magic” i „The Only Rhyme That Bites”, autorstwa The Charlatans, Marka Summersa i 808 State. Oryginalna ścieżka dźwiękowa oddaje hołd utworowi „No Opportunity Necessary, No Experience Needed” Yes, gdy młodzi bohaterowie docierają do wzgórz.

## Wyróżnienia
To już jest koniec otrzymał dwie nominacje do Critics 'Choice Movie Awards, dla najlepszego aktora komediowego (dla Simona Pegga) i dla najlepszej komedii, ale przegrał odpowiednio z The Wolf of Wall Street i American Hustle.
Film zdobył nagrodę dla najlepszego brytyjskiego filmu podczas 19. Empire Awards w Londynie w marcu 2014 roku.
Otrzymał nominacje do trzech nagród na 40. Saturn Awards : Best International Film, Best Writing i Best Actor dla Pegga.